# Versluys PRO Mountainbike Team
Lingier Versluys is een Belgische wielerploeg die sinds 1 januari 2006 deel uitmaakt van het peloton. De ploeg concentreert zich voornamelijk op mountainbiken. Kopman is de Belg Kevin van Hoovels.
De ploeg werd in 2006 opgericht om de pas uit schorsing gekomen Filip Meirhaeghe aan een ploeg te helpen, hij bleef bij het team tot 2009. In deze periode was hij ook de enige renner.
Anno 2015 heeft het team 3 UCI renners. Met Kevin van Hoovels en Githa Michiels heeft het team zowel de Belgische top van het mannen en vrouwen mountainbiken in zijn rangen. Belofte Jens Schuermans wordt gezien als een toptalent.

## Renners
In 2016 bleef de ploeg hetzelfde als in 2015, met toevoeging van de Belg Bart De Vocht die een seizoen eerder bij Scott-Goeman reed.

### 2015
| Naam              | Geboortedatum | Nationaliteit | Ploeg 2014 |
| ----------------- | ------------- | ------------- | ---------- |
| Githa Michiels    | 28-03-1983    | België        | Trek-KMC   |
| Jens Schuermans   | 13-02-1993    | België        |            |
| Kevin van Hoovels | 31-07-1985    | België        |            |

### Ex-renners
- Sébastien Carabin (2012)
- Filip Meirhaeghe (2006-2009)
- Bjorn Rondelez (2010)

## Link
- Officiële site. Versluysteam.be. Gearchiveerd op 25 januari 2012.  en latere data.